# Saccocirrus gabriellae
Saccocirrus gabriellae är en ringmaskart som beskrevs av Ernst Marcus 1946. Saccocirrus gabriellae ingår i släktet Saccocirrus och familjen Saccocirridae. Inga underarter finns listade i Catalogue of Life.